# Synidotea otsuchiensis
Synidotea otsuchiensis är en kräftdjursart som beskrevs av Nunomura 1985. Synidotea otsuchiensis ingår i släktet Synidotea och familjen tånglöss. Inga underarter finns listade i Catalogue of Life.